# Liste des organismes littéraires de Chaudière-Appalaches
 (juin 2022).
Cet article contient une liste d’organismes culturels actifs dans le milieu littéraire qui sont situés dans la région de Chaudière-Appalaches. Les organismes sont classés selon le type d’activité principal qu’ils exercent.

## Édition
- Deuxième Dimension, Lévis[1]
  - La maison d'édition Deuxième Dimension se spécialise dans la publication de bandes dessinées ainsi que de livres illustrés.
- Éditions Alire, Lévis[2]
  - Les Éditions Alire publient de la littérature de genre, c'est-à-dire du fantastique, du polar, de la fantasy et de la science-fiction.

- Éditions Espoir en canne, Lévis
  - Les Éditions Espoir en canne se spécialisent dans la publication de textes étonnants et audacieux pour les jeunes

- Éditions GML, Saint-Anselme[3]
  - Petit éditeur publiant un peu de tout : romans, recueils de poésie, livres éducatifs, essais, etc.
- Éditions Résilience, Saint-Jean-Chrysostome[4]
  - Les Éditions Résilience se consacrent surtout à la publication d'ouvrages de psychologie.

- Fondation littéraire Fleur de Lys, Lévis[5]
  - La Fondation littéraire Fleur de Lys est une maison d'édition qui fournit des œuvres papier et numérique à la demande. La Fondation offre également plusieurs centres d'information.
- Jalbert Productions Multimédias, Lévis[6]
  - Jalbert Productions Multimédias se consacre à la production de vidéos, de films et de musique, mais aussi de romans et de scénarios.

## Événementiel
- Contabadour, Sainte-Agathe[7]
  - Contabadour est un festival de contes, de musique, de cirque et de slam.
- Contes du littoral en Bellechasse (CLB), Bellechasse[8]
  - Festival de contes mettant en scène des artistes de la parole.
- Le moulin du portage, Lotbinière[9]
  - Le moulin du portage est un diffuseur multidisciplinaire occupant un lieu  champêtre dans lequel se trouve un ancien moulin à farine qui s'est transformé en une petite salle de spectacle grâce à la Société des Amis du Moulin du Portage. Sa programmation est principalement musicale, mais elle comprend aussi des spectacles de conte.
- Maison natale de Louis Fréchette, Lévis[10]
  - La maison est un espace muséal consacré à l’auteur Louis Fréchette, en plus d'avoir pour mission, via « L’espace conte », de promouvoir la littérature orale québécoise et le genre du conte. La programmation est complétée par des spectacles musicaux, des animations et différentes expositions.
- Nouaisons, Scott [11]
  - Nouaisons est un organisme à but non lucratif qui fait cohabiter culture, agriculture et communauté par le biais du dialogue à travers diverses activités telles que des résidences d’artistes, des formations, des événements culturels et des visites de jardin.
- Ovascène, Sainte-Marie-de-Beauce [12]
  - Ovascène est une organisation à but non lucratif qui diffuse des spectacles multidisciplinaires. Le conte et le théâtre sont parfois dans sa programmation.
- Spectart, Thetford Mines[13]
  - Spectart est un diffuseur multidisciplinaire qui présente entre autres des spectacles musicaux, d'humour, de théâtre et de variété.

## Expérimentation
- Cabro Productions, Lévis[14]
  - Cabro Productions est à la fois une maison d'édition de bande dessinée et de production cinématographique. Leur production vidéo est autant fictionnelle que corporative.

## Formation / mentorat
- Le Regroupement littéraire Jeunesse de Saint-Ours, Saint-Ours[15]
  - Le Regroupement cherche à aider les jeunes dans leurs compétences en français et en écriture. Il a aussi créé un concours littéraire annuel pour les jeunes écrivain.es, nommé le Conc'Ours.

## Médiation / Pédagogie
- Alibis. Polar, Noir & Mystère, Lévis[16]
  - La revue Alibis, revue littéraire de création et de critique consacrée aux genres du polar et du roman noir, a été publiée en format papier et numérique de 2001 à 2016. Depuis 2017, la revue prend exclusivement la forme de son site web où on retrouve dossiers, recensions critiques des nouvelles parutions.

- Bibliothèques Lévis, Lévis[17]
  - Le service des bibliothèques de la ville de Lévis organise des événements en bibliothèque, dont des animations et des activités comme des soirées de lecture littéraire avec conteurs, romanciers, poètes, comédiens et des rencontres de groupes littéraires.
- Maison natale de Louis Fréchette, Lévis[10]
  - La maison est un espace muséal consacré à l’auteur Louis Fréchette, en plus d'avoir pour mission, via « L’espace conte », de promouvoir la littérature orale québécoise et le genre du conte. La programmation est complétée par des spectacles musicaux, des animations et différentes expositions.

- Regart, centre d’artistes en art actuel, Lévis[18]
  - Regart est un centre d’artistes et une galerie d’arts visuels qui privilégie des démarches hybrides sur le plan artistique, alliant les arts visuels avec d’autres formes culturelles comme la poésie. La galerie organise notamment des événements hors les murs et diverses collaborations.
- Revue Solaris/ Publications bénévoles des littératures de l’imaginaire du Québec, Lévis[19]
  - « Solaris s’intéresse à toutes les manifestations de la science-fiction, du fantastique et de la fantasy. On y publie de la création (fiction, illustration), de l’information, de la critique, des entrevues avec les créateurs, etc. S’y ajoute également un axe de formation car la revue publie, à côté d’auteurs chevronnés, de jeunes créateurs en vue d’aider au développement de leur pratique[20] ».

## Ressources générales (pour créateurs) / concertation
- Conseil de la culture des régions de Québec et de Chaudière-Appalaches, Québec[21]
  - L'organisme Culture Capitale-Nationale et Chaudière-Appalaches promeut les arts et la culture. Il soutient les créateur.ices, défend la liberté d'expression et effectue des actions de représentation auprès des décideurs politiques et des partenaires économiques.
- Culture Beauce, Beauce[22]
  - CultureBeauce.com est un site de référence dont s'occupe la MRC de Beauce‑Sartigan, la MRC de La Nouvelle-Beauce ainsi que la MRC Robert-Cliche, soit les trois MRC du territoire qu'il soutient.
- Maison de la Culture de Bellechasse, Bellechasse[23]
  - Organisme à but non lucratif offrant des formations artistiques et diffusant des arts de la scène.